# Shorty Rogers Courts the Count
| Recensione | Giudizio |
| ---------- | -------- |
| AllMusic   |          |

Shorty Rogers Courts the Count è un album del trombettista, arrangiatore e compositore jazz statunitense Shorty Rogers, pubblicato dalla casa discografica RCA Victor Records nel giugno del 1954.

## Tracce

### LP
Lato A
1. Jump for Me – 3:55 (musica: Count Basie) – Registrato il 9 febbraio 1954 a Los Angeles, California
2. Topsy – 3:16 (musica: Eddie Durham, Edgar W. Battle) – Registrato il 2 febbraio 1954 a Los Angeles, California
3. It's Sand, Man – 2:55 (musica: Ed Lewis) – Registrato il 2 febbraio 1954 a Los Angeles, California
4. Basie Eyes – 3:20 (musica: Shorty Rogers) – Registrato il 2 febbraio 1954 a Los Angeles, California
5. Doggin' Around – 2:32 (musica: Edgar W Battle, Herschel Evans) – Registrato il 2 febbraio 1954 a Los Angeles, California
6. Down for Double – 2:51 (musica: Freddie Green) – Registrato il 9 febbraio 1954 a Los Angeles, California

Lato B
1. Over and Out – 3:10 (musica: Shorty Rogers) – Registrato il 9 febbraio 1954 a Los Angeles, California
2. H & J – 2:56 (musica: Harry Edison, Jo Jones) – Registrato il 3 marzo 1954 a Los Angeles, California
3. Taps Miller – 3:17 (musica: Count Basie) – Registrato il 3 marzo 1954 a Los Angeles, California
4. Tickletoe – 2:35 (musica: Lester Young) – Registrato il 3 marzo 1954 a Los Angeles, California
5. Swingin' the Blues – 4:25 (musica: Eddie Durham, Count Basie) – Registrato il 9 febbraio 1954 a Los Angeles, California
6. Walk, Don't Run – 3:11 (musica: Shorty Rogers) – Registrato il 3 marzo 1954 a Los Angeles, California

- Durata brani ricavati dal CD del 1995 pubblicato dalla RCA Records (74321 32337 2)

## Formazione
Jump for Me / Down for Double / Over and Out / Swingin' the Blues
- Shorty Rogers – tromba, direzione orchestra, arrangiamenti
- Conrad Gozzo – tromba
- Maynard Ferguson – tromba
- Harry Edison – tromba
- Pete Candoli – tromba
- Milt Bernhart – trombone
- Harry Betts – trombone
- Bob Enevoldsen – trombone
- John Graas – corno francese
- Paul Sarmento – tuba
- Herb Geller – sassofono alto
- Bud Shank – sassofono alto
- Bill Holman – sassofono tenore
- Jimmy Giuffre – sassofono tenore, clarinetto
- Bob Gordon – sassofono baritono
- Marty Paich – pianoforte
- Curtis Counce – contrabbasso
- Shelly Manne – batteria

Topsy / It's Sand, Man / Basie Eyes / Doggin' Around
- Shorty Rogers – tromba, direzione orchestra, arrangiamenti
- Conrad Gozzo – tromba
- Maynard Ferguson – tromba
- Harry Edison – tromba
- Clyde Reasinger – tromba
- Milt Bernhart – trombone
- Harry Betts – trombone
- Bob Enevoldsen – trombone
- John Graas – corno francese
- Paul Sarmento – tuba
- Herb Geller – sassofono alto
- Bud Shank – sassofono alto, sassofono baritono
- Zoot Sims – sassofono tenore
- Bob Cooper – sassofono tenore
- Jimmy Giuffre – sassofono tenore, clarinetto
- Marty Paich – pianoforte
- Curtis Counce – contrabbasso
- Shelly Manne – batteria

H & J / Taps Miller / Tickletoe / Walk, Don't Run
- Shorty Rogers – tromba, direzione orchestra, arrangiamenti
- Conrad Gozzo – tromba
- Maynard Ferguson – tromba
- Pete Candoli – tromba
- Milt Bernhart – trombone
- Harry Betts – trombone
- Bob Enevoldsen – trombone
- John Graas – corno francese
- Paul Sarmento – tuba
- Herb Geller – sassofono alto
- Bud Shank – sassofono alto, sassofono baritono
- Zoot Sims – sassofono tenore
- Bob Cooper – sassofono tenore
- Jimmy Giuffre – sassofono tenore, clarinetto
- Marty Paich – pianoforte
- Curtis Counce – contrabbasso
- Shelly Manne – batteria

Note aggiuntive
- Ralph J. Gleason – note retrocopertina album originale
- Jim Flora – illustrazione copertina frontale album originale
- Dave Pell – foto copertina album originale[3][4]